# صينية خبز
صاج أو صينية الخَبز هي أداة طهي تتكون من سطح طهي عريض ومستوٍ في العادة. قد تكون وعاءً معدنيًا متحركًا أو إناء يشبه اللوح، أو سطح طهي مسطح ومسخن مدمج في موقد أو آلة طهي مدمجة مع نظام تسخين خاص بها متصل بشواية مدمجة بمثابة مطهاة. يمكن أن تكون الشواية التقليدية إما لوحًا من الطوب، أو قرصًا معدنيًا مسطحًا أو منحنيًا. وثمة أنواع تجارية تعمل بالكهرباء أو الغاز الطبيعي أو البروبان.

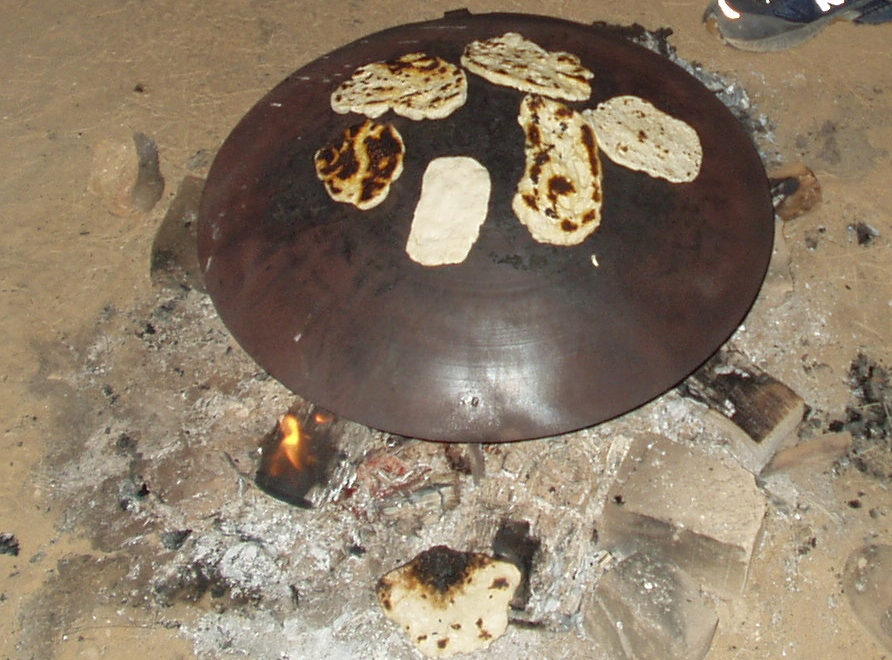
خبز مسطح على صينية صاج شرق أوسطية محدبة

الصاج هو صينية محدبة تُستخدم لطهي مجموعة متنوعة من أنواع الخبز المسطح في المأكولات التقليدية في الشرق الأوسط وجنوب آسِيَة.

## الصور

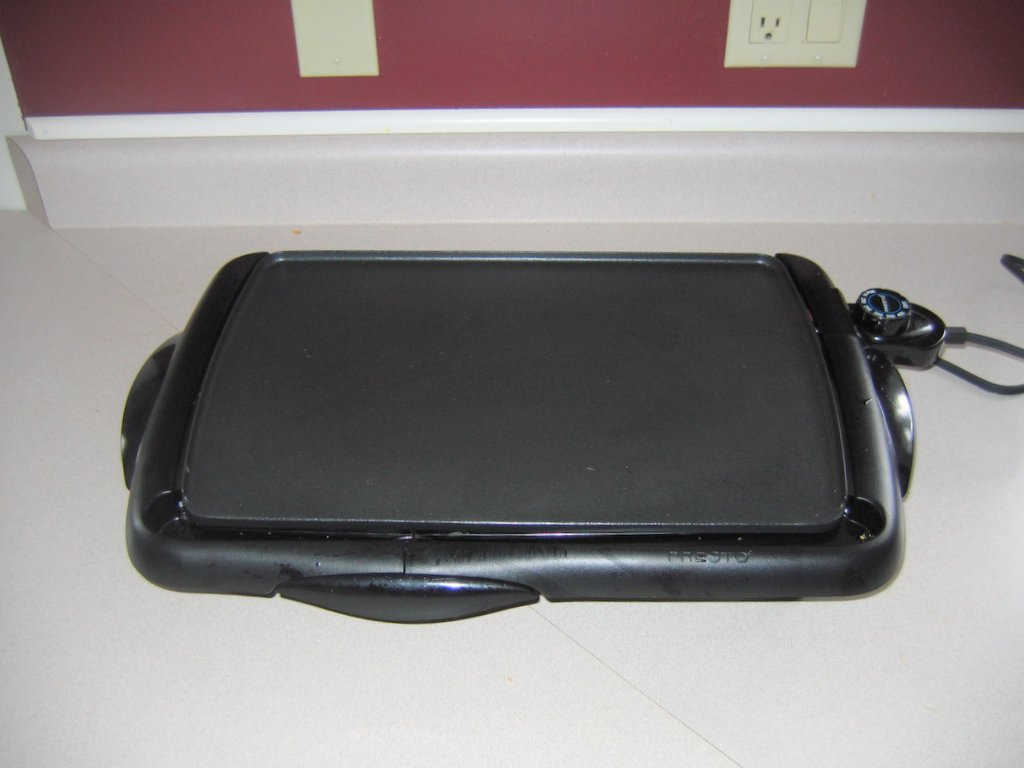
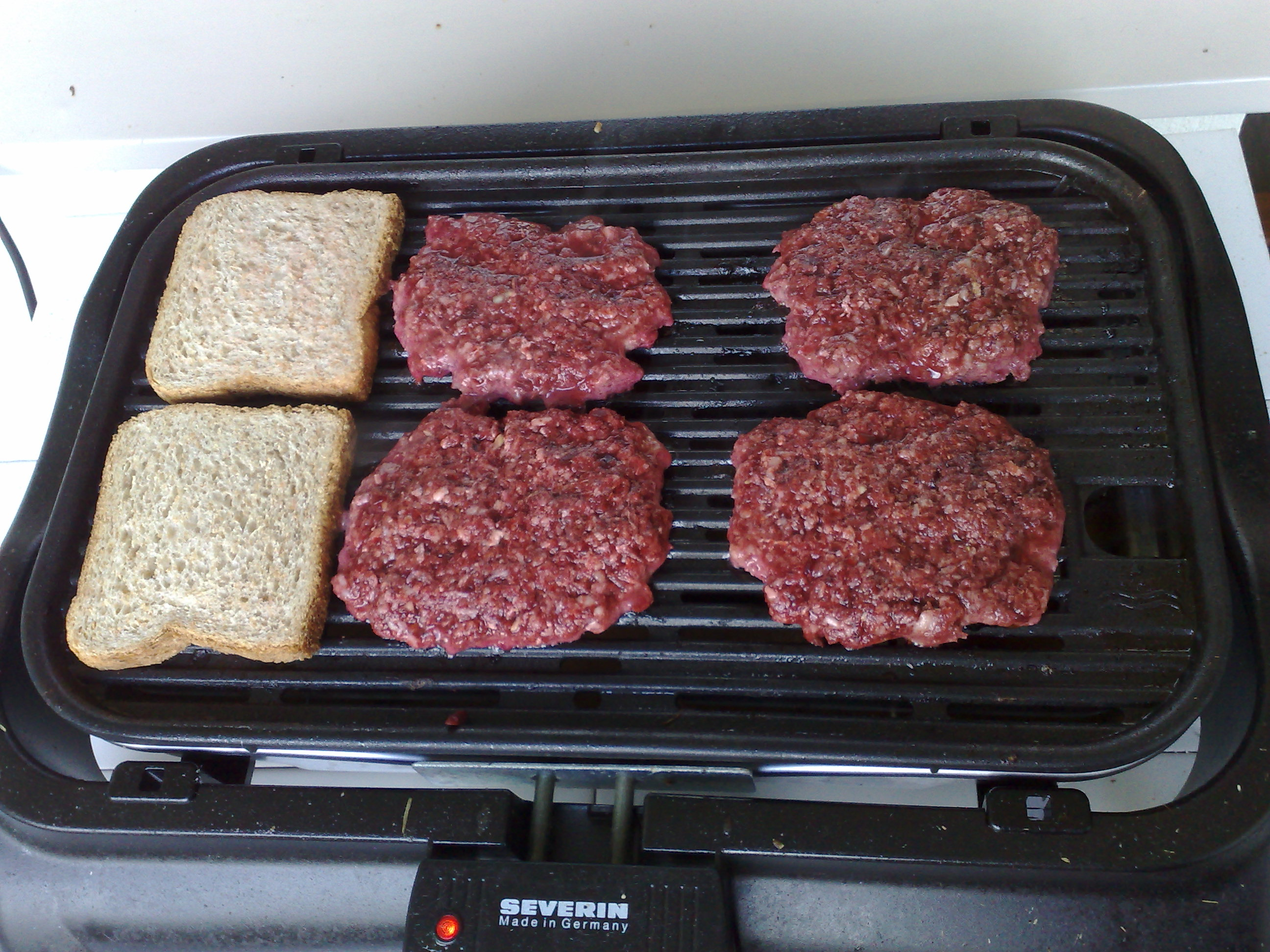
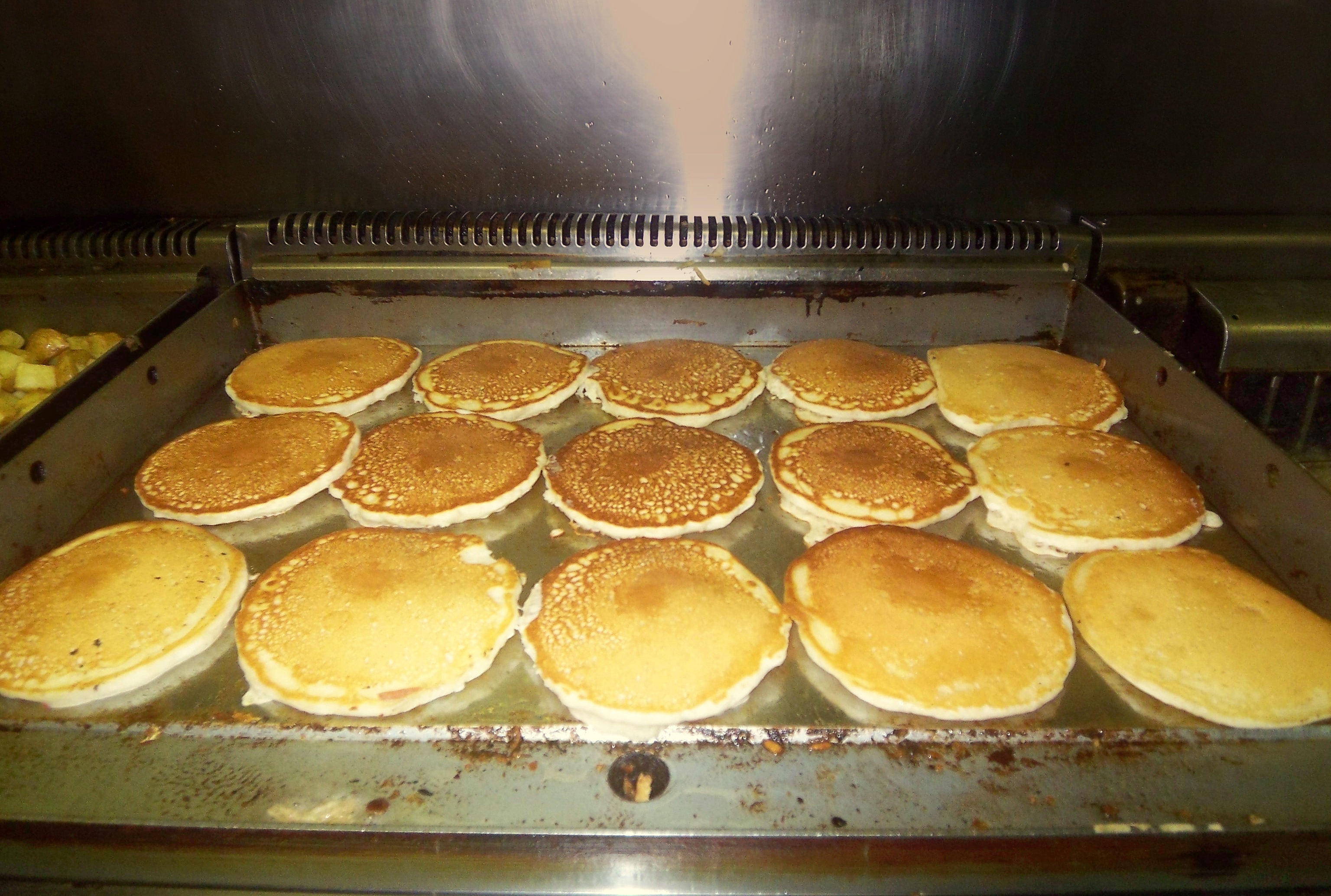